# Gara György
Gara György (Pozsony, 1937. május 27. –) képzőművész, hazánkban zeneszerzőként ismerik.
Gyermekkorában települt át Csehszlovákiából Magyarországra. Középiskoláit Budapesten a Török Pál utcai képzőművészeti Gimnáziumban  végezte, majd a Képzőművészeti Főiskola festő szakán folytatta. Az ötvenes évektől kezdve játszott autodidakta módon gitáron. A Rákosi-, majd a Kádár-korszak a fiatalokat a munkásosztály tevékenységének ábrázolására terelte. Pályáját komolyan befolyásolta évfolyamtársával, Csoór Gáspárral kötött barátsága, aki a Színház- és Filmművészeti Főiskolán folytatta tanulmányait már 1958-tól (1960-ban meghalt). Ennek tulajdonítható Gara első találkozása a filmmel: szerepelt Kardos Ferenc Ég és föld között (1962) című filmjében szereplőként és zeneszerzőként is. A következő filmjével tette ismertté magát. Herskó János Párbeszéd (1963) című filmjének meghatározó eleme volt a kísérőzene. A film egy fiatal házaspár tétova útkeresést ábrázolja. A dal férfi előadótól szólal meg, de a szövege akár a férfi, akár a nő érzelmeit képes kifejezni. A dal (Ha volna valaki) kultuszfilmmé tette a Párbeszédet, és önálló életre kelt (a filmben a természet, fák, folyópart, fiatalok beszélgetése: zajos környezetben hangzik el), de tiszta formában, hanglemezen is megjelent (Qualiton SP 262a).
Gara Györgynek ebben az időben több szerzeménye is megjelent: Magány, Tűnj el a városból, Visszajövök hozzád, Hát jöjj, te öreg fiú, előadóként Frederico Garcia Lorca-Vas István: Gitár című dalát adta elő. Indult az 1966-os Táncdalfesztiválon A szél most útra kél című szerzeményével. Az MTI részéről Molnár Edit készített fényképes riportot Gara Györggyel. Egy helyreigazítás említi, hogy felesége Vass Mária színművész 
Ugyanebben az időben díszlettervezőként is dolgozott a budapesti Odry Árpád Színpadon és debreceni Csokonai Színházban (1965-1968).

## Tevékenysége az emigrációban
Talán Magyarországnak a Prágai Tavasz letörésében betöltött fegyveres részvétele kedvetlenítette el.  Legalábbis erre utal a ph+arts Le magazine suisse des arts egyik cikke (Le combat avec la matière, kb. jelentése: Igába hajtani az anyagot). Először egy művészeti stúdióban helyezkedett el, ahol szinte azonnal lehetősége nyílott új művészeti megoldásokkal kísérletezni. Sikere lehetővé tette, hogy saját műtermet nyithasson. Ettől kezdve kísérletező, útkereső lehetőségei megnőttek, különösképp a térbeli, plasztikus alkotások irányában. Egyik tárlatán szobrászként jelenik meg. Honlapján a legkülönfélébb művészeti irányzatok bemutatását látjuk: plexi, alumínium alkotások, szobrok és festmények. Tevékenységét különösképpen jól tükrözik a Lausanne-e kiállításon készült képek (a honlapján láthatók). Egy nyilatkozatában ezt mondja: »Anyagokkal, különösképpen a betonnal, az alumíniummal és a plexiüveggel dolgozom, hogy egyidejűleg felfedjem képi és szobrászati képességeiket«.